# モヨロ貝塚
座標: 北緯44度1分30.0秒 東経144度16分3.7秒 / 北緯44.025000度 東経144.267694度

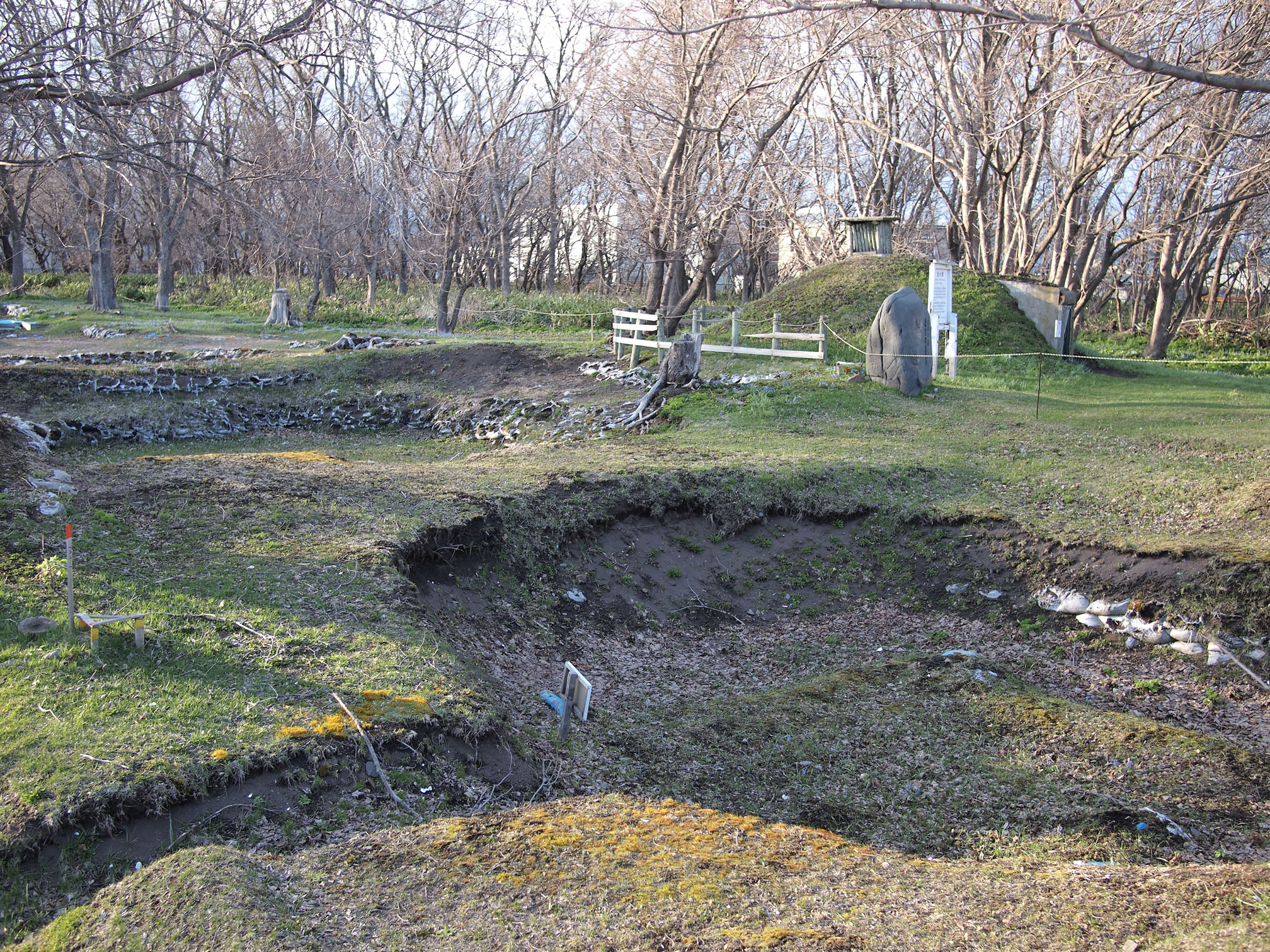
モヨロ貝塚（2010年4月）

モヨロ貝塚（モヨロかいづか）は、北海道網走市北1条から北3条東2丁目にかけてあるオホーツク文化の代表的遺跡である。網走川河口左岸、オホーツク海のそばに位置する。国の史跡に指定されている（指定名称は最寄貝塚）。本貝塚名は、当時のアイヌ人がモヨロ・コタンと呼んでいたことから、1918年（大正7年）に米村喜男衛によって付けられた。モヨロはアイヌ語で「入江の内、あるいは所」という意味。

## 概要
本貝塚は、網走川河口の左岸（北岸）にあり、標高5メートルの砂丘台地に立地する。編年的に日本の縄文時代晩期に並行する時期から建物が作られ、続縄文時代が続いた。さらにオホーツク文化に変わっても集落が営まれた。住居は竪穴建物で、死者は貝塚に埋葬された。
オホーツク文化の大型建物には、海獣、ヒグマなどの骨が丁寧に並べられていた。貝塚からは屈葬された人骨が多数見つかった。多数出土した物には骨角器、土器、石器があり、また本州で制作されたとみられる鉄の刀（直刀・蕨手刀・毛抜形太刀など）や鉾、大陸から持ち込まれたとみられる青銅の鈴などがあった。土器や骨角器にはクジラ・イルカ、クマの彫刻が見られる。牙で熊など動物をかたどった像があり、中には優れた造形の牙製女性像もある。道具類の比重から海獣の狩猟に重点があったと推測されている。

## 発掘史
1913年（大正2年）に網走を訪れた青森県のアマチュア考古学研究者米村喜男衛が発見し、学界に報告した。発見した土器から縄文文化ともアイヌ文化とも異なる文化の存在を知った米村は、網走に住むことを決めて米村理髪店を開業し、傍らで遺跡の調査と研究に携わった。
大正時代には、この遺跡の文化が北方的な独特のものであるということ以上はわからなかった。1933年（昭和8年）に、オホーツク海の南沿岸に広がるオホーツク沿岸文化が、同時代の北海道の文化と別個のものとみなされるようになった。今日いうオホーツク文化である。
遺物を保存・展示するために、1936年（昭和11年）に網走に北見郷土館（現 網走市立郷土博物館）が建てられた。モヨロ貝塚は同年12月16日に国の史跡に指定された。1941年（昭和16年）・1942年（昭和17年）、海軍施設建設のため遺跡の一部が破壊され、緊急発掘を受けた。100体を超える人骨と多量の土器、石器、骨角器、金属器などが出土した。北海道大学医学部・大場利夫によって資料報告（『北方文化研究報告』北海道大学・1956年（昭和31年）および以降）されている。
史跡指定時28棟確認されていた建物跡は、このため現在には約20棟に減った。戦後、1947年（昭和22年）から1951年（昭和26年）にかけて大規模な調査が実施された。平成期はじめの発掘調査で約80基ほどの墓が密集して発見され、また大麦はじめ多くの栽培植物の種子が見つかっている。

## 現況

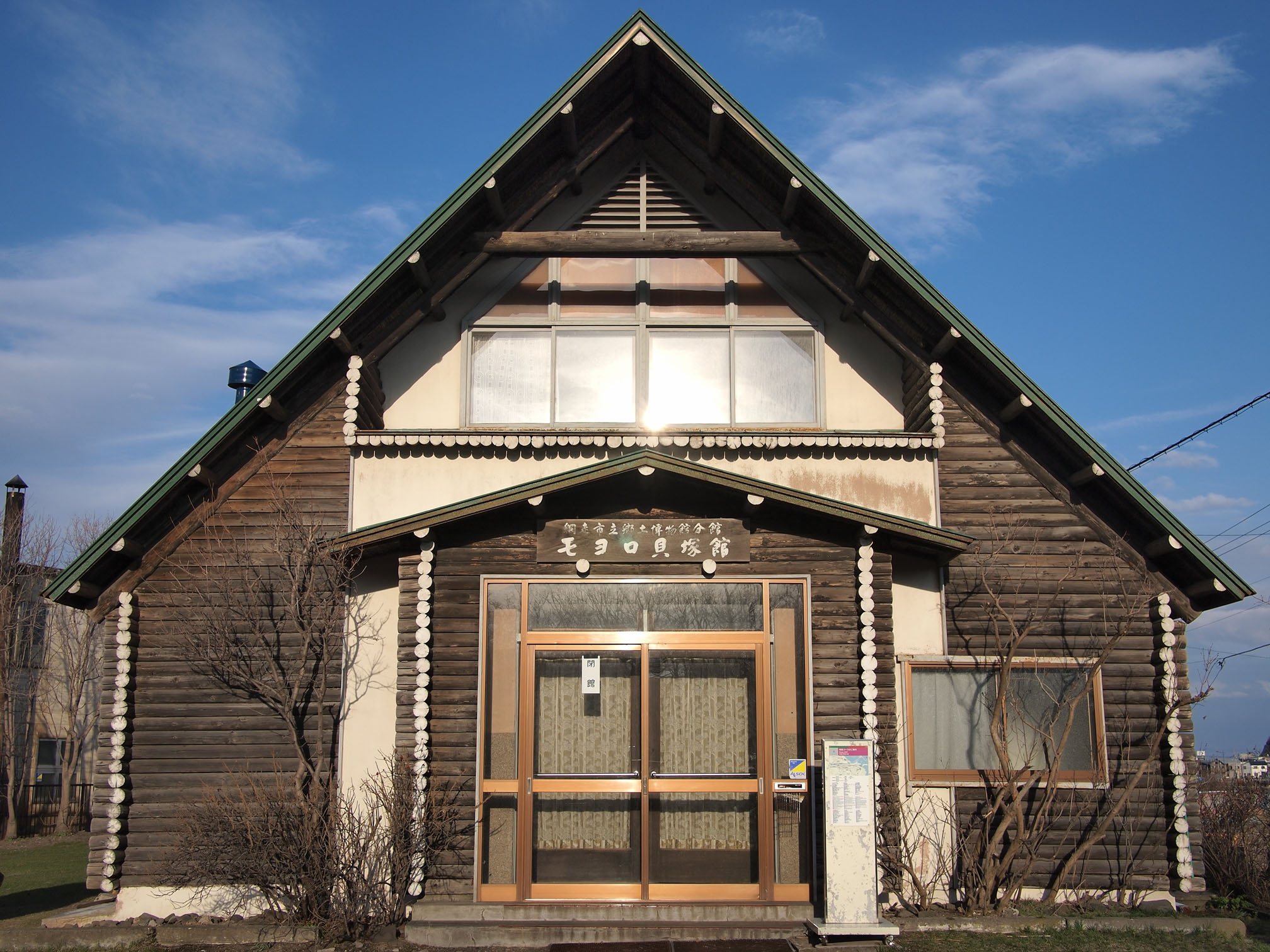
モヨロ貝塚館

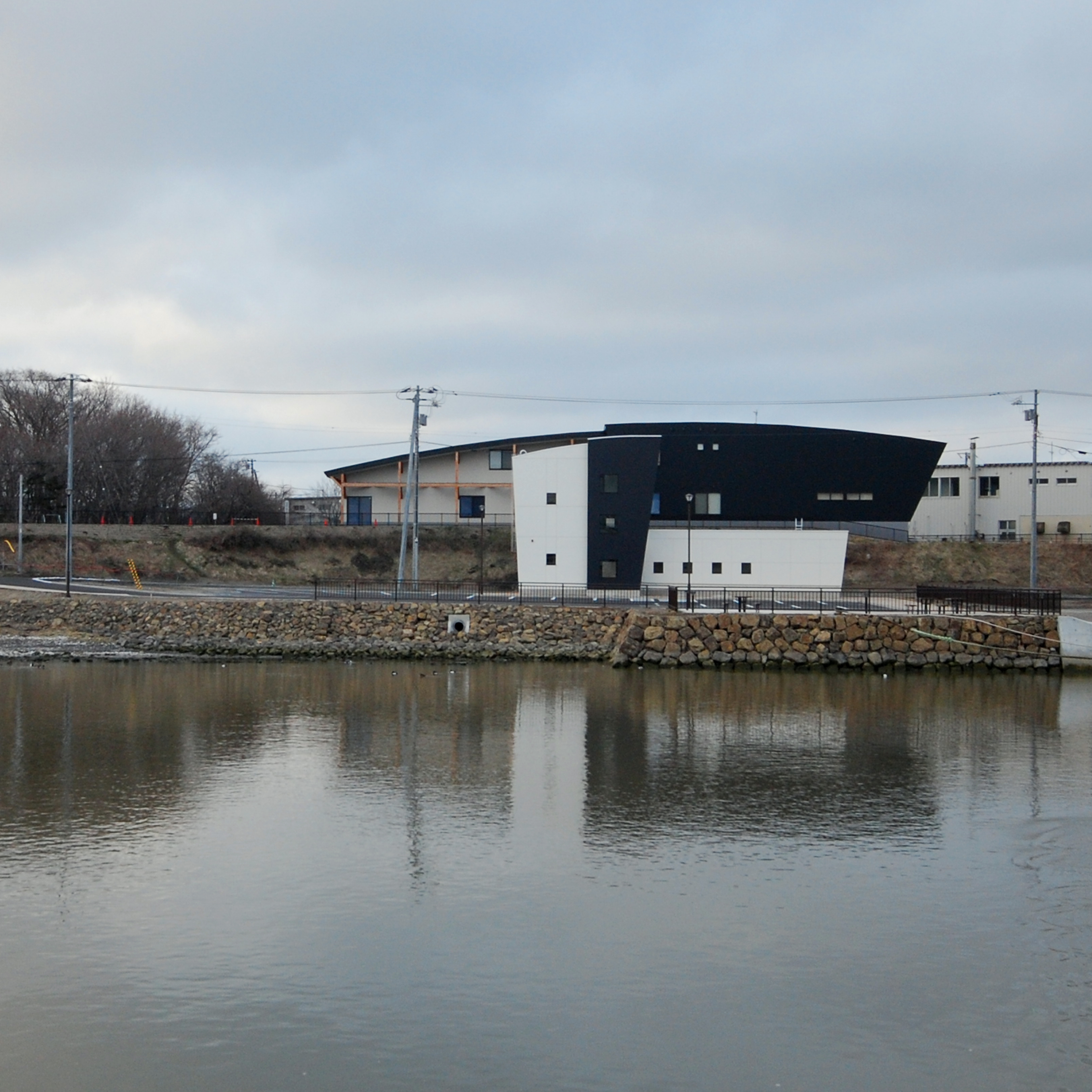
2013年5月改築後

遺跡はモヨロ貝塚館を中心にした公園として整備されている。北見郷土館の後進である網走市立郷土博物館にも展示がある。2003年（平成15年）と2004年（平成16年）に発掘が行われ、土製のクマ像など多数の遺物が見つかった。
「モヨロ貝塚館」は建て替えられ、2013年（平成25年）5月1日に新館が開館した。